# 大西統眞
大西 統眞（おおにし とうま、2005年2月21日 - ）は、日本の子役、タレントである。東京都出身。劇団ひまわり所属。

## 人物
幼少期よりレッスンを受け、東宝ミュージカルをはじめとし、主に舞台に出演している。趣味は、歌うこと、映画を観ること。特技は歌、ジャズダンス、ヴァイオリン、水泳、殺陣、一輪車。2012年までキリンプロ所属。

## 出演

### 舞台
- 東宝ミュージカル 『シェルブールの雨傘』（2009年12月、日生劇場 / 2010年1月、シアターBRAVA!） - フランソワ 役
- 音楽朗読劇『モリー先生との火曜日』（2012年2月、ティアラこうとう）
- 冒険者たち〜この海の彼方へ〜（2013年1月、亀戸文化センター） - ボーボ 役
- 音楽劇『二十四の瞳』（2013年4月、豊島区立舞台芸術交流センター） - 相沢仁太 役
- 東宝ミュージカル 『二都物語』（2013年7月 - 8月、帝国劇場） - ガスパール少年 役
- ブロードウェイミュージカル『メリリー・ウィー・ロール・アロング〜それでも僕らは前へ進む〜』（2013年11月、天王洲 銀河劇場/12月、梅田芸術劇場シアター・ドラマシティ） - フランクJr. 役
- ミュージカル『忍たま乱太郎』第6弾〜凶悪なる幻影!〜（2015年1月、サンシャイン劇場） - 猪名寺乱太郎 役
- ミュージカル『忍たま乱太郎』第6弾再演〜凶悪なる幻影!〜（2015年6月、シアターGロッソ） - 猪名寺乱太郎 役
- ミュージカル『レ・ミゼラブル』（2017年5月 - 7月、帝国劇場 / 8月、博多座 / 9月、フェスティバルホール / 9月 - 10月、中日劇場） - ガブローシュ 役
- 『十二番目の天使』（2019年3月 ‐ 4月、シアタークリエ）‐　ティモシー/リック 役
- 『ブラッケン・ムーア〜荒野の亡霊〜』(2019年8月、シアタークリエ) - エドガー・プリチャード 役

### 映画
- 世界一のおじちゃん（2015年）
- 黒い箱（2015年）
- 銀魂（2017年、ワーナー ブラザース） - 高杉晋助（幼少期） 役
- 仮面ライダーアマゾンズ THE MOVIE 最後ノ審判 （2018年） - ハイチ 役

### テレビドラマ
- 大河ドラマ「花燃ゆ」（2015年、NHK） - 小田村久米次郎 役
- 金曜ロード SHOW!特別ドラマ企画「がっぱ先生！」（2016年、日本テレビ） - 村本誠（幼少期） 役
- 石川発地域ドラマ「いよっ!弁慶」（2018年、NHK） - 賀川智樹（主人公） 役
- スキャンダル専門弁護士 QUEEN（2019年、フジテレビ） ‐ 長谷川優馬 役
- テレビ東京開局55周年特別企画 ドラマスペシャル「二つの祖国」（2019年、テレビ東京）- 天羽忠（幼少期） 役

### ラジオドラマ
- 春麻呂の夢（2018年、NHK）
- 73年前の紙風船（2018年、NHK）

### CM
- MS&AD（2010年） - ナレーションエドガー・
- セブン-イレブン「ポケモンスタンプラリー2012」（2012年）
- リクルートキャリア リクナビNEXT 「子どもに夢を託すな。」（2013年）
- マクドナルド「ハッピーセット　ドラえもん 地図/探検出発地点 篇」（2014年）
- 味の素「クノール カップスープ 冷たい牛乳でつくる コーンポタージュ」（2014年）
- ハウス食品「バーモントカレー  モリモリぐんぐん篇」（2016年）

### バラエティ
- お笑い芸人親子で漫才王座決定戦SP（2008年、フジテレビ）
- ひみつのアラシちゃん（2008年、TBS）

### PV
- flumpool「見つめていたい」（アミューズ、2009年11月）

### スチール
- 「Piccolo」（学習研究社、2008年）

### その他
- Wii 「アンパンマンにこにこパーティ」 発売イベント（2010年）
- Canon VP「POWER OF PHOTO」（2011年）
- ドラマ「拝み屋怪談」（2018年、ひかりTV・dTV）第7話 - 瞳（幼少）役